# 索内维尔
索内维尔（法語：Sornéville）是法国默尔特-摩泽尔省的一个市镇，位于该省中南部，属于南锡区。该市镇总面积9.22平方公里，2009年时的人口为347人。

## 人口
索内维尔人口变化图示